# ジャン・ルラーブ
ジャン・ルイ・ルラーブ（Jean Louis Relave、1857年12月17日 - 1941年2月1日）は、フランスの神父。パリ外国宣教会所属。少年期に日本を知り、1885年（明治18年）に日本を訪れると、京都市、宮津市、岡山市、豊岡市、舞鶴市で司祭として活動した。

## 生涯
1857年12月17日、フランス南部のリヨン市のはずれにあるサンテアン村で誕生。農家の10人の子どもの中の4男。日本二十六聖人の列聖は5歳の頃。こののち、村の教会で26聖人に献げられた小さな赤玉のロザリオをもらい日本人のために祈り始める。8歳で父を失う。弟妹の世話や畑仕事の傍ら独学で、中学程度の学課を修得。
パリの外国宣教会神学校に入り、1885年（明治18年）に司祭に叙階されると、同年12月22日に日本の兵庫県神戸市に上陸した。大阪市の川口基督教会で8ケ月日本語を学んだのち、京都市でエメ・ヴィリヨン神父の助任となる。京都市に2年滞在し、福井県遠敷郡小浜町で3ケ月布教した。その後1888年（明治21年）12月に京都府与謝郡宮津町に赴任した。それからは5ケ月ほど岡山教会の建築に携わったほかは、52年間宮津で働く。
1890年（明治23年）には兵庫県城崎郡豊岡町に、1891年（明治24年）には京都府加佐郡舞鶴に仮教会を作る。1896年（明治29年）には宮津町にロマネスク様式のカトリック宮津教会聖堂を建立。1907年（明治40年）、カトリック女性である成田有能の協力を得て、教会構内に宮津裁縫伝習所を創設。これはのちの1927年（昭和2年）に暁星裁縫女学院と改名した。同年3月の北丹後地震では罹災者の支援に当たる。
1930年（昭和5年）頃、仙台高等女学校の岡はじめ（シスター・ジョセフィン・岡はじめ）が東京・大森の聖母訪問会に入り、1932年（昭和7年）4月から柳縄手の新校舎で宮津暁星実科女学校（現在の暁星女子高等学校）を開校。1940年（昭和15年）、司教の命令で大阪の聖母病院に隠退。1941年（昭和16年）7月1日同病院にて死去。遺言により宮津市惣村の教会墓地に埋葬された。